# José Padrón Martín
José Padrón Martín, anomenat amb el sobrenom del sueco, (Las Palmas, Canàries, 5 de maig de 1907 - París, 3 de desembre de 1966), va ser un jugador espanyol de futbol, que va destacar per la seva gran qualitat. Va ser internacional amb la selecció catalana i amb la selecció espanyola.

## Trajectòria
D'abril a juny de 1925 el club canari Real Club Victoria realitzà una gira per la península, disputant a terres catalanes diversos partits enfront de la UE Sants, el CE Sabadell i l'Iluro SC. L'Espanyol es fixà en el jove canari i l'incorporà a l'equip, juntament amb Rafael Oramas. Va arribar al RCD Espanyol a mitjans dels anys 20, i va formar des de l'extrem esquerre, un temible atac junt amb Martí Ventolrà i Crisant Bosch. Debutà amb l'equip enfront del CE Júpiter (4-0) disputat a Sarrià el 21-6-1925. En total jugà cinc temporades al club en els quals guanyà un Campionat de Catalunya i una Copa d'Espanya. Posteriorment, va fitxar pel Sevilla FC i va jugar al FC Barcelona. Retornà bruement a l'Espanyol, i el 1935 es va exiliar a França per la seva militància anarquista continuant la seva trajectòria esportiva al Campionat francès. Entre altres clubs jugà a AS Cannes, FC Sochaux-Montbéliard on guanyà la lliga, Red Star o Stade de Reims. Fidel als seus ideals, Padrón s'enrola a la II Divisió blindada comandada pel General Leclerc, i participa en l'alliberament de París el 25 d'agost de 1944.
Va debutar amb la selecció espanyola el 17 de març de 1929 a Sevilla a un Espanya 5 - Portugal 0. A aquell partit també jugaren altres tres espanyolistes: Ricard Zamora, Pere Solé i Crisant Bosch. Padrón marcà dos gols a aquell partit.

## Palmarès
- 1 Copa del rei (1929) amb el RCD Espanyol
- 1 Campionat de Catalunya (1929) amb el RCD Espanyol
- 1 Campionat de Canàries (1924) amb el Santa Catalina